# Torneo de Brisbane 2017
El Brisbane International 2017 fue un evento de tenis ATP 250 en su rama masculina y WTA Premier en la femenina. Se disputa en Brisbane (Australia), en el complejo Queensland Tennis Centre y en cancha dura al aire libre, haciendo parte de un par de eventos que hacen de antesala al Abierto de Australia, entre el 2 de enero y 8 de enero de 2017 en los cuadros principales masculinos y femeninos, pero la etapa de clasificación se disputa desde el 1 de enero.

## Distribución de puntos
| Modalidad            | Campeón | Finalista | Semifinales | Cuartos de final | 2ª ronda | 1ª ronda | Clasificados | 2ª ronda de clasificación | 1ª ronda de clasificación |
| Individual masculino | 250     | 165       | 100         | 50               | 25       | 0        | 13           | 7                         | 0                         |
| Dobles masculino     | 250     | 150       | 90          | 45               | 20       | 0        | -            | -                         | -                         |

| Modalidad           | Campeón | Finalista | Semifinal | Cuartos de final | 3ª ronda | 2ª ronda | 1ª ronda | Clasificados | 2ª ronda de clasificación | 1ª ronda de clasificación |
| Individual femenino | 470     | 305       | 185       | 100              | 55       | 30       | 1        | 25           | 13                        | 1                         |
| Dobles femenino     | 470     | 305       | 185       | 100              | 1        | -        | -        | -            | -                         | -                         |

## Cabezas de serie

### Individuales masculino
| Tenista         | Ranking | Preclasificado |
| Milos Raonic    | 3       | 1              |
| Stan Wawrinka   | 4       | 2              |
| Kei Nishikori   | 5       | 3              |
| Dominic Thiem   | 8       | 4              |
| Rafael Nadal    | 9       | 5              |
| Lucas Pouille   | 15      | 5              |
| Grigor Dimitrov | 17      | 6              |
| David Ferrer    | 21      | 8              |

- Ranking del 26 de diciembre de 2016

### Dobles masculino
| Tenista                              | Ranking | Preclasificada |
| Pierre-Hugues Herbert Nicolas Mahut  | 3       | 1              |
| Henri Kontinen John Peers            | 16      | 2              |
| Raven Klaasen Rajeev Ram             | 26      | 3              |
| Daniel Nestor Édouard Roger-Vasselin | 32      | 4              |

### Individuales femenino
| Tenista              | Ranking | Preclasificada |
| Angelique Kerber     | 1       | 1              |
| Dominika Cibulková   | 5       | 2              |
| Karolína Plíšková    | 6       | 3              |
| Garbiñe Muguruza     | 7       | 4              |
| Svetlana Kuznetsova  | 9       | 5              |
| Carla Suárez Navarro | 12      | 6              |
| Elina Svitolina      | 14      | 7              |
| Yelena Vesnina       | 16      | 8              |

- Ranking del 25 de diciembre de 2016

### Dobles femenino
| Tenista                                    | Ranking | Preclasificada |
| Bethanie Mattek-Sands Sania Mirza          | 6       | 1              |
| Yekaterina Makarova Yelena Vesnina         | 14      | 2              |
| Abigail Spears Katarina Srebotnik          | 48      | 3              |
| Andreja Klepač María José Martínez Sánchez | 71      | 4              |

## Campeones

### Individual masculino
Grigor Dimitrov venció a  Kei Nishikori por 6-2, 2-6, 6-3

### Individual femenino
Karolína Plíšková venció a  Alizé Cornet por 6-0, 6-3

### Dobles masculino
Thanasi Kokkinakis /  Jordan Thompson vencieron a  Gilles Müller /  Sam Querrey por 7-6(7), 6-4

### Dobles femenino
Bethanie Mattek-Sands /  Sania Mirza vencieron a  Yekaterina Makarova /  Yelena Vesnina por 6-2, 6-3